# Analgésie contrôlée par le patient
L'analgésie contrôlée par le patient (ACP) ou auto-analgésie est toute méthode permettant à une personne qui éprouve une douleur de s'administrer un analgésique. Le médecin peut programmer la perfusion. S'il est programmé et fonctionne comme prévu, l'appareil ne risque guère de servir une surdose de médicament.

## Voies d'administration

### Voie orale
La forme la plus courante d'analgésie contrôlée par le patient est la prise d'analgésiques oraux en vente libre ou délivrés sur ordonnance. Par exemple, si une céphalée ne disparaît pas grâce à une petite dose d'analgésique oral, le patient peut en prendre plus. Comme la douleur résulte à la fois de lésions de tissus et d'un état émotif, le fait d'être maître de sa médication réduit la douleur due à cet état[réf. nécessaire].

### Voie intraveineuse

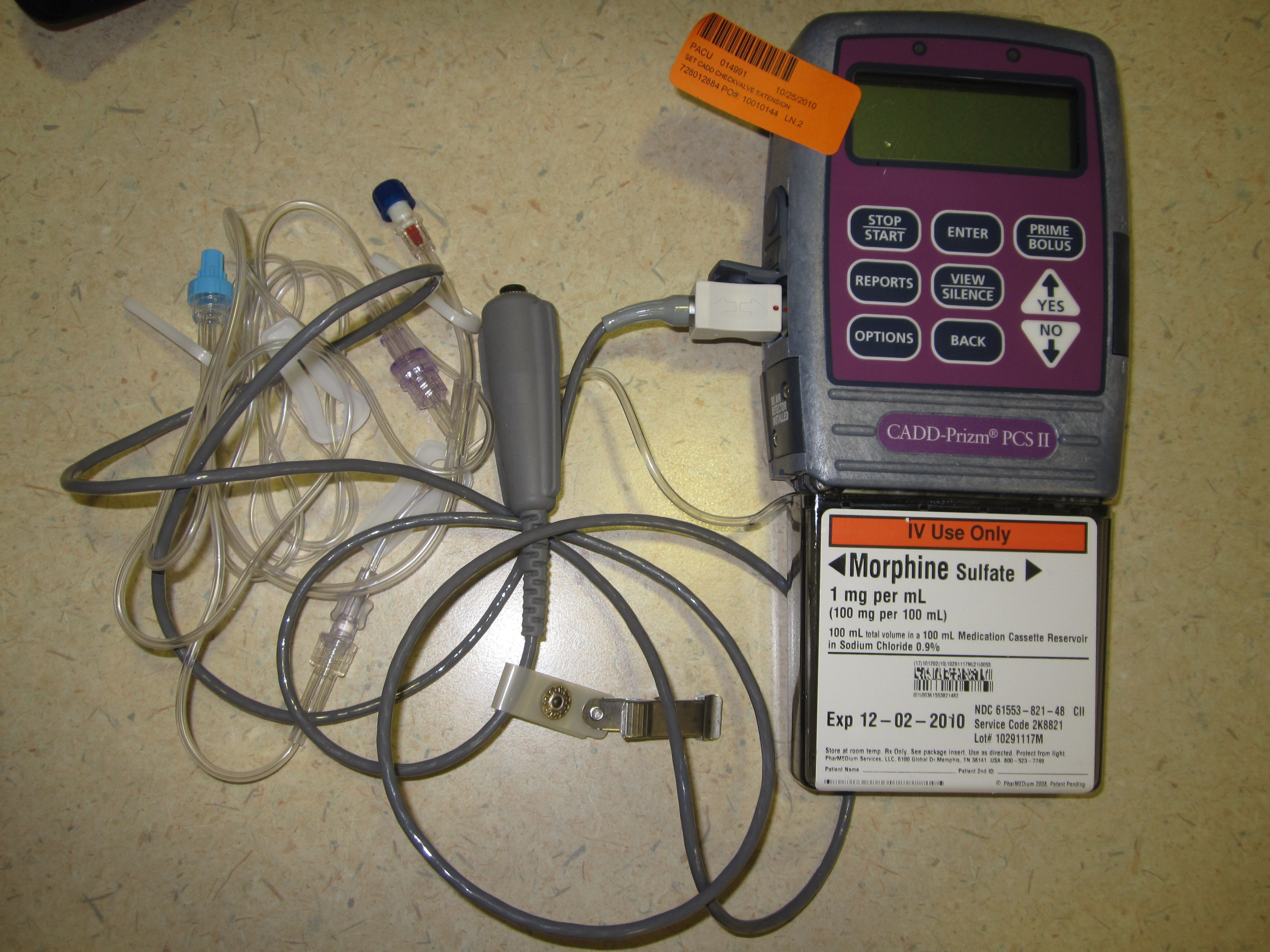
Pompe d'analgésie contrôlée par le patient et programmée pour la perfusion intraveineuse de morphine à des fins d'analgésie postopératoire.

Dans un milieu hospitalier, la pompe ACP désigne une pompe à perfusion à commande électronique qui sert une dose d'analgésique (d'ordinaire un opioide) intraveineux réglée par le patient. L'ACP peut servir aux personnes souffrant d'une douleur aiguë ou chronique. Elle sert souvent à soulager la douleur dont souffrent les opérés et les cancéreux en phase terminale.
Les narcotiques sont les analgésiques les plus courants administrés à l'aide d'une pompe APC,. Il importe que les personnes soignantes suivent les patients pendant les deux à vingt-quatre premières heures pour s'assurer que ces derniers utilisent correctement l'appareil.

### Péridurale
L'analgésie péridurale contrôlée par le patient est une expression connexe utilisée pour décrire l'auto-administration d'un analgésique dans l'espace épidural à l'aide de bolus intermittents ou d'une pompe à perfusion. Elle peut servir à soulager les douleurs des parturientes, celles des cancéreux en phase terminale ou les douleurs postopératoires.

### Inhalation
En 1968, Robert Wexler, des Laboratoires Abbott, mit au point l'Analgizer, inhalateur jetable qui permettait l'auto-administration de vapeur de méthoxyflurane à des fins d'analgésie. Il consistait dans un cylindre en polyéthylène de 5 pouces de long et de 1 pouce de diamètre avec un embout de 1 pouce de long. Il contenait une mèche de feutre en polypropylène enroulée qui contenait 15 millilitres de méthoxyflurane. Grâce à la simplicité de l'Analgizer et aux caractéristiques pharmacologiques du méthoxyflurane, les patients n'avaient pas de mal à s'administrer le médicament et à obtenir rapidement une analgésie consciente (en) qu'ils pouvaient maintenir et ajuster au besoin pendant une période allant de quelques minutes à plusieurs heures. Les 15 millilitres de méthoxyflurane permettaient d'ordinaire une analgésie de deux à trois heures durant lesquelles le patient était souvent partiellement insensible à la douleur ; le dispositif pouvait être rechargé au besoin. L'Analgizer s'est révélé sans danger, efficace et simple à utiliser pour les parturientes, les patients souffrant d'une fracture ou d'une luxation et les brûlés, lors du changement des pansements. Dans le cas d'un accouchement, l'Analgizer permettait à ce dernier de progresser normalement et sans effet indésirable manifeste sur le score d'Apgar. Les fonctions vitales demeuraient toutes normales chez les parturientes, les nouveau-nés et les blessés. L'Analgizer fut largement utilisé pour l'analgésie et la sédation jusqu'au début des années 1970 ; il annonçait les pompes`d'auto-analgésie modernes,,,. L'inhalateur Analgizer a été supprimé en 1974, mais on continue d'utiliser le méthoxyflurane comme sédatif et analgésique en Australie et en Nouvelle-Zélande dans l'inhalateur Penthrox (en),,,,,. Depuis 2018 il est disponible en Suisse et utilisé en pratique clinique notamment en préhospitalier en autonomie par des ambulanciers ES, seul ou associé à d'autres analgésiques.

### Voie transdermique
Il y a des systèmes transdermiques, y compris l'iontophorèse. Ils sont prisés pour l'administration d'opioïdes tels que le fentanyl ou celle d'anesthésiques locaux tels que la lidocaïne. L'iontocaïne (en) est un exemple d'anesthésique administré de cette façon.

## Avantages et inconvénients
L'un des avantages de l'analgésie contrôlée par le patient est l'absence d'attente des patients qui ont besoin d'analgésique avant qu'une personne soignante ne puisse augmenter la dose de médicament. Ainsi, les patients souffrent moins longtemps : en conséquence, ils ont tendance à utiliser moins de médicament que dans les cas où l'on administre le médicament suivant un horaire fixe. Parmi les inconvénients, il y a la possibilité d'appuyer accidentellement sur le bouton et d'augmenter ainsi inutilement la dose de médicament. Nombre des nouveaux systèmes ont des mécanismes pour prévenir cet accident. En outre, si un appareil ACP est mal programmé pour le patient, la dose de médicament peut être insuffisante ou excessive. Ce mode d'administration peut ne pas convenir à certaines personnes, telles que les patients qui ont des difficultés d'apprentissage ou les patients confus. Il se peut que les patients ayant peu de dextérité manuelle soient incapables d'appuyer sur les boutons, tout comme ceux en phase critique. De plus, l'ACP ne convient peut-être pas aux jeunes patients.

## Histoire
La pompe ACP a été mise au point et lancée par Philip H. Sechzer (en) à la fin des années 1960 et décrite en 1971.